# Кампсис укореняющийся
Кампсис укореняющийся (лат. Campsis radicans) — многолетняя одревесневающая лиана с характерными воздушными корнями-присосками на стеблях и яркими красочными соцветиями, типовой вид рода Кампсис (Campsis) семейства Бигнониевые (Bignoniaceae). В природе произрастает на восточной части Североамериканского континента. Широко распространён в качестве декоративного растения в регионах с субтропическим и умеренным климатом с достаточно тёплой зимой; в ряде мест стал агрессивным инвазионным видом, вытесняющим естественную растительность.

## Название

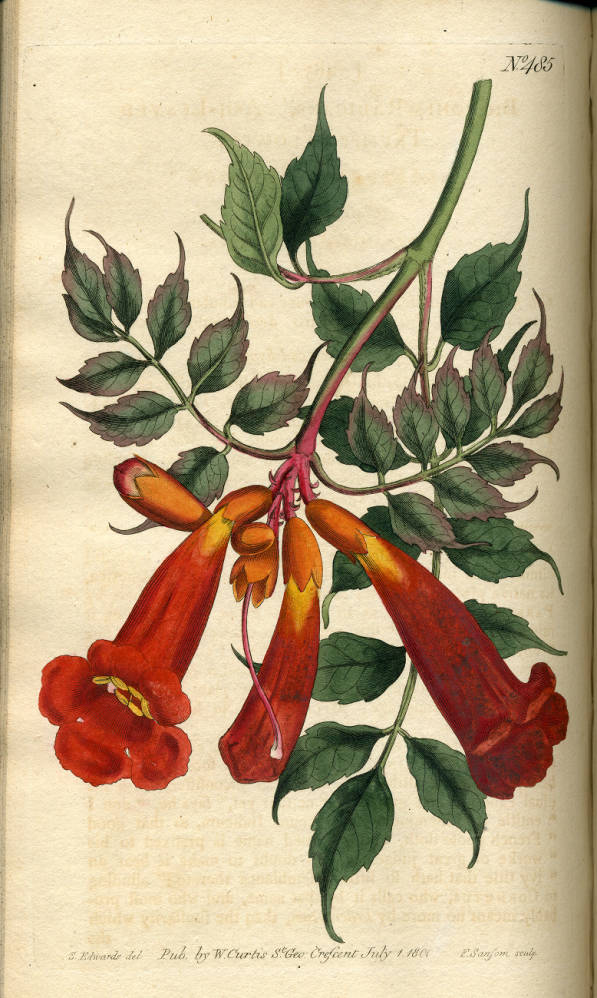
Ботаническая иллюстрация из журнала Curtis’s Botanical Magazine, vol.13-14 (1800)

Научное латинское родовое название campsis образовано от греческого глагола kampe — склоняться, загибаться и дано по форме загнутых тычиночных нитей.
Видовой эпитет radicans образован от латинского глагола radico — пускать корни, укореняться, особенно в отношении воздушных корней из нижних междоузлий, и суффикса «-ns», образующего причастие

.
По причине многочисленных изменений и уточнений ботанической классификации некоторые популярные в культуре растения семейства бигнониевых по настоящее время встречаются под устаревшими синонимичными названиями. Так в качестве кампсиса укореняющегося в литературе и интернет источниках часто фигурируют текома или текома прямостоячая, которые различаются прежде всего габитусом (кампсис — это лиана, но не кустарник или дерево) и окраской чашечки (у текомы прямостоячей она зелёная, у кампсиса — окрашена в тон лепестков).

## Ботаническое описание
Многолетняя листопадная или частично вечнозелёная лиана c многочисленными одревесневающими побегами длиной 7,5 — 12 метров. Молодые побеги гладкие и гибкие, позднее твердеют, на них появляются придаточные корешки (корни-зацепки), с помощью которых растение прикрепляется к вертикальной опоре врастая в поры и трещины камня, кирпича, древесной коры, либо обвивая ее. Кора бледная, покрытая редкими чешуйками или с опушением различной степени, с возрастом может отслаиваться.

### Листья
Листья супротивные, сложные, непарноперистые, длиной до 36 см с 5-11 листочками от овальной до овально-яйцевидной формы с заострённым кончиком. У основания листочки усечённые или притуплённые, черешки около 0,5 мм, более длинные у базальных листочков. Край пильчатый с крупными редкими зубцами. Опушение с немногочисленными волосками вдоль основных жилок и редко по всей абаксиальной (нижней) стороне листа. Окраска адаксиальной (верхней) стороны блестящая тёмно-зелёная, абаксиальной — тускло-зелёная, в период листопада приобретают жёлтую окраску. Длина отдельных листочков 1,5 — 8 см, ширина 0,8 — 3,5 см.

### Цветки
Соцветия — обычно рыхлые метёлки на концах побегов из 10-20 обоеполых цветков, реже — укороченные кисти. Чашечка цветка оранжевая, кожистая, колокольчиковидная, 12-25 мм длиной, 9-14 мм в диаметре, с 5 острыми или округлыми зубчиками, гладкая или редко чешуйчато-железистая с плоскими железами у основания зубцов. Венчик оранжевый или красно-оранжевый (редко жёлтый), в основании узко-цилиндрический, далее расширяющийся трубчато-колокольчатый. Длина 5,5 — 8 см, диаметр зева 1,4 — 2,5 см, отогнутые доли венчика длиной 1 — 1,5 см. Поверхность гладкая изнутри и снаружи, за исключением короткореснитчатых долей и небольших чешуйчатых желёз в месте крепления тычинок. Кампсис имеет пять точек расположения нектарников — одна крупная группа в зеве венчика, более мелкие на чашечке, коронке, завязи и на наружной стороне лепестков. Количество вырабатываемого нектара является исключительно высоким для схожих растений умеренного климата.
Тычинки двусильные (сросшиеся в две пары, различные по длине), короче уровня отгиба долей венчика. Пыльники перпендикулярно тычиночным нитям, 3-4 мм длиной, расположены чуть ниже отгиба долей. Имеется один стаминодий. Пестик 4,5 −7 см длиной. Завязь двухкамерная. уплощённо овальная, чешуйчатая, 4-5 мм длиной, 2 мм в ширину.

### Плоды
Плод — узкая овальная или вытянутая стручковидная плоская коробочка с заострёнными концами, крепится на ножке. Две створки гладкие, древеснеющие, длиной 10-28 см, шириной 1,5 — 2,5 см.
Семена плоские, тонкие, с двумя крылышками. Около 0,5—0,6 мм в длину, 12−20 мм в ширину. Плёнчатые крылышки коричневатые, полупрозрачные.

## Распространение и экология

### Ареал
В природе кампсис укореняющийся произрастает в восточной части Северной Америки, в США от штатов Айова и Нью-Джерси на юг до Техаса и Флориды и на запад включая территорию Канзаса.

### Экология
Растения встречаются в лесах, густых зарослях, на открытых пространствах, вдоль русел рек, дорог и железнодорожного полотна.
Период цветения длится с июля по сентябрь с обильной первой волной бутонизации в начале и отдельными соцветиями во второй половине срока. Некоторые гибриды в культуре отличаются более ранним началом цветения. Цветки раскрываются в первой половине дня, активно вырабатывают нектар в течение последующих 20-30 часов для привлечения опылителей, но венчик не увядает и остаётся открытым ещё несколько дней.
Кампсис укореняющийся — самонесовместимое насекомоопыляемое растение. Для завязывания семян требуется перекрёстное опыление насекомыми (пчёлы, шмели) или птицами-нектарницами, которых цветки привлекают большим количеством нектара. Растения также часто заселяются муравьями и посещаются бабочками, которые являются «грабителями» нектара и не участвуют в опылении. Успешное опыление происходит в лишь небольшом количестве случаев и только 1-9 % цветков завязывают семена и формируют плоды.

### Инвазивность
По данным Министерства сельского хозяйства США кампсис укореняющийся имеет статус инвазивного сорного вида в 48 штатах, а также на территории Канады. Растение может становиться сорным или инвазивным в определённых регионах и средах обитания, вытесняя предпочтительную флору при отсутствии должного контроля.

## Значение и применение
В культуре кампсис укореняющийся используется преимущественно в качестве декоративного растения для вертикального озеленения стен, оград, беседок, хорошо смотрится на фигурных подпорах (шар, пирамида) на газонах, в штамбовой форме. Также может выступать как почвопокровный вид. Декоративную ценность прежде всего представляют яркие крупные цветки вкупе с длительным периодом цветения, густая насыщенно-зелёная блестящая листва, в зимнее время интересно смотрятся крупные сигарообразные плоды.
Выращивается в регионах с субтропическим или умеренным климатом (USDA зоны 4-10). Интродуцирован в западную Европу в 1640 году, в 1809 был ввезён на Украину. Культивируется во многих странах Европы.
Основные условия выращивания и агротехника в открытом грунте:
- расположение солнечное или полутень, наиболее обильно цветёт на прямом солнце, при недостатке освещения образует избыточную вегетативную массу в ущерб цветению
- нетребователен к грунту, выращивается на песчаных, глинистых и суглинистых почвах с различным уровнем влажности
- кислотность почвы предпочтительна нейтральная или кислая в диапазоне pH от 3,7 до 6,8
- предпочтительный метод размножения — укоренёнными черенками, которые легко укореняются и зацветают на 2-3 год после посадки в отличие от растений, выращенных из семян и обычно зацветающих на 7-8 год
- семена имеют глубокий период покоя и для быстрого дружного прорастания требуют стартификации в течение 60 дней при температуре около 4 °C и относительной влажности 30 %, что обеспечивает последующую всхожесть около 60 % в течение двух недель. Также практикуется посев в открытый грунт осенью. Молодые всходы прищипывают для активизации роста корней.

Растение активно разрастается с помощью коневых отпрысков и требует регулярного контроля, удаления лишних побегов и обрезки в зимний период.
Редко поражается вредителями.
Достаточно устойчив к большинству грибковых заболеваний за исключением мучнистой росы.

## Таксономия
Campsis radicans (L.) Bureau, Monographie des Bignoniacées. 2e these 2(Atlas): 16. 1864.
Campsis radicans (L.) Seem. Journal of Botany, British and Foreign 5: 372. 1867.
Несмотря на дату публикации ряд источников указывают автором таксона Бертольда Земана, возможно из-за того, что в работе Луи Бюро название вида Campsis radicans сопровождается ссылкой «Seem. The Journ. of Bot., I, p.19.», а в сноске сообщается:
|                                            | Bien que M. Seemann ne cite pas le nom de celle espèce, il a évidemment, et avec raison, l'intention de la comprendre dans le genre Campsis. (фр.) |  | Хотя г-н Земанн не упоминает название этого вида, он, очевидно, и не без оснований, намерение включить его в род Campsis. (рус.) |  |
| Monogr. Bignon. 2(Atlas): 16, t. 14 (1864) | |  | |  |

### Таксономическое положение
|  |                                |  |                                                  |                                                  |                       |  | еще 22 семейства в порядке Ясноткоцветные (APG IV, 2016) | еще 22 семейства в порядке Ясноткоцветные (APG IV, 2016) |                                                   |  |  |  | еще один вид в роде кампсис (APG IV, 2016) |
|  |                                |  |                                                  |                                                  |                       |  | еще 22 семейства в порядке Ясноткоцветные (APG IV, 2016) | еще 22 семейства в порядке Ясноткоцветные (APG IV, 2016) |                                                   |  |  |  | еще один вид в роде кампсис (APG IV, 2016) |
|  |                                |  |                                                  | порядок Ясноткоцветные                           |                       |  |                                                          |                                                          | род Кампсис                                       |  |  |  |                                            |
|  |                                |  |                                                  | порядок Ясноткоцветные                           |                       |  |                                                          |                                                          | род Кампсис                                       |  |  |  |                                            |
|  | отдел Цветковые (APG IV, 2016) |  |                                                  |                                                  | семейство Бигнониевые |  |                                                          |                                                          | Кампсис укореняющийся                             |  |  |  |                                            |
|  | отдел Цветковые (APG IV, 2016) |  |                                                  |                                                  | семейство Бигнониевые |  |                                                          |                                                          |                                                   |  |  |  |                                            |
|  |                                |  | ещё 63 порядка цветковых растений (APG IV, 2016) | ещё 63 порядка цветковых растений (APG IV, 2016) |                       |  |                                                          | еще 81 род в семействе Бигнониевые (APG IV, 2016)        | еще 81 род в семействе Бигнониевые (APG IV, 2016) |  |  |  |                                            |
|  |                                |  |                                                  | ещё 63 порядка цветковых растений (APG IV, 2016) |                       |  |                                                          |                                                          | еще 81 род в семействе Бигнониевые (APG IV, 2016) |  |  |  |                                            |

### Синонимы
Гомотипные
- Bignonia radicans L., Sp. Pl.: 624 (1753).
- Tecoma radicans (L.) Duhamel, Traité Arbr. Arbust., nouv. éd., 2: 9 (1804).
- Gelseminum radicans (L.) Kuntze, Revis. Gen. Pl. 2: 479 (1891).

Гетеротипные
- Bignonia florida Salisb., Prodr. Stirp. Chap. Allerton: 106 (1796).
- Bignonia coccinea Steud., Nomencl. Bot. 1: 109 (1821).
- Tecoma atrosanguineum Paul, Gard. Chron. 1867: 926 (1867).
- Tecoma flava-speciosa Paul, Gard. Chron. 1867: 926 (1867).
- Tecoma speciosa Parsons, Descr. Cat. Orn. Trees: 58 (1887), nom. illeg.

### Формы и гибриды
- «Атропурпуреа» ('Atropurpurea') син. «Грандифлора Атропурпуреа» ('Grandiflora Atropurpurea') природная форма c насыщенными красновато-алыми цветками, более крупными чем у исходного вида[11].
- «Минор», «Майнор» ('Minor') син. «Кокцинеа» ('Coccinea') природная форма с карминно-красными цветками меньшего размера, чем у исходного вида[11].
- «Специоза» ('Speciosa') природная форма, отличается кустовидным габитусом или слаболазящими побегами. Листья более заостренной формы, цветение обильное. Известно две разновидности, с различной окраской — «Специоза Лютеа» ('Speciosa Lutea') с желтыми цветками и «Специоза Рубра» ('Speciosa Rubra') — с красными[11].
- «Флава» ('Flava') син. «Йеллоу Трампет» ('Yellow Trumpet') син. «Голден Трампет» ('Golden Trumpet') природная форма, обнаруженная в США в 1842 году. Окраска цветков желтая, иногда с легким оранжевым наплывом. Соцветия плотные с 15-20 бутонами, раскрывающимися по очереди[12].
- «Бразер Ариел» ('Brother Ariel') — культивар селекции питомника Coastal Gardens, окраска меняется от розовой до светло-оранжевой в зависимости от погодных условий[11].
- «Джуди» ('Judy') — культивар, отобранный около 2000 года в питомнике «Вудлэндерс» ('Woodlanders Nursery', США). Отличается яркими желтыми цветками с красноватым горлом и редкими красными штрихами. Высокая холодостойкость[12].
- «Монбаль» ('Monbal') — культивар селекции питомника Monrovia, впервые представлен в каталоге 2002 года. Окраска равномерного красного цвета, цветки гигантские, до 9,5 см в диамтетре, до 12 штук в соцветии[11].
- «Мэйдэй» ('Mayday') — окраска венчика вишнево-красная, до 10 цветков в соцветии[11].
- «Саммер Сноуфолл» ('SUMMER SNOWFALL'™) син. «Такаразука Вариегейтед» ('Takarazuka Variegated') — культивар с типичными красными цветками, но необычной пестрой окраской листьев, имеющих до 20 % поверхности белого цвета. Оригинатор Шинири Вакайки, г. Такаразука, Япония (Shinri Wakaiki, Takarazuka, Japan), патент 2001 года, в 2002 году сорт представлен в каталоге американского питомника Sargents Gardens[11][13].
- «Стромболи» ('Stromboli') син. «Атомик Ред» ('ATOMIC RED'™) — французский гибрид, полученный около 2003 г. в питомнике Миньер ('Minier') и названный в честь итальянского вулкана «Стромболи». Растения крупные, высотой до 12 меторов. Цветки насыщенной огненно-красной расцветки, с укороченной трубкой, в плотных соцветиях по 15-20 штук. Высокая холодостойкость[12].
- «Танго» ('TANGO'™) син. «Уитан» (исп. 'Huitan') — культивар селекции Маринуса Хаусмана, Голландия, отобранный из сеянцев от свободного опыления сорта «Фламенко» в 1996, зарегистрирован в 2002 году. Компактная прямостоячая форма с побегами не более 3 метров в длину. Окраска насыщенная кораллово-красная, диаметр цветка до 6,4 см, длина трубки до 7 см. Зацветает в молодом возрасте.
- «Фламенко» ('Flamenco') — случайная мутация, обнаруженная в 1980 году в Германии, включенная в коллекцию гибридных кампсисов голландского селекционера Маринуса Хаусмана. Крупные растения (до 12 метров в высоту) с длиннотубчатыми цветками от красной до темно-красной расцветки и оранжево-красным горлом, собранными в рыхлые соцветия по 10-15 штук. Отличается от природного вида более ранним и обильным цветением, большей холодостойкостью. В подходящих условиях зацветает на одногодичных прививках[12][11].
- «Эприкот» ('Apricot') Окраска венчика желтовато-оранжевая[11].